# Densole
Densole är en ort i grevskapet Kent i sydöstra England. Orten ligger i distriktet Folkestone and Hythe och civil parishen Swingfield, cirka 6 kilometer norr om Folkestone. Tätorten (built-up area) hade 887 invånare vid folkräkningen år 2021.